# جولين بوسيليه
جولين بوسيليه (بالفرنسية: Julien Boisselier)‏
```
هو 
ممثل
 
فرنسي
، ولد في 26 مايو 1970 في 
فرنسا
.
```

## أعمال

### أفلام
- (2016) مرسيليا
- (2017) السيد والسيدة أديلمان

## وصلات خارجية
- جولين بوسيليه على موقع IMDb (الإنجليزية)
- جولين بوسيليه على موقع قاعدة بيانات الأفلام العربية
- جولين بوسيليه على موقع ألو سيني (الفرنسية)
- جولين بوسيليه على موقع أول موفي (الإنجليزية)
- جولين بوسيليه على موقع قاعدة بيانات الأفلام السويدية (السويدية)
- جولين بوسيليه على موقع ديسكوغز (الإنجليزية)
- جولين بوسيليه على موقع قاعدة بيانات الفيلم (الإنجليزية)
- جولين بوسيليه على موقع كينوبويسك (الروسية)